# Jérôme Laffont
Jérôme Laffont est un réalisateur et producteur de documentaires. Il vit et travaille à Bruxelles en Belgique depuis 2001. 

## Biographie
Après des études à Lourdes puis Toulouse, Jérôme Laffont s'installe à Bruxelles en 2001 et intègre l'Institut national supérieur des arts du spectacle et des techniques de diffusion (INSAS), dans la section Réalisation.
Son film de fin d’études, le documentaire Au cœur du chaud, des vestiges et des hommes (2005), traite de la fermeture d’un haut fourneau dans la région de Liège. Il a été sélectionné dans une vingtaine de festivals.
Jérôme Laffont est coréalisateur avec Marie-France Collard et Foued Bellali, du long métrage documentaire Résister n’est pas un crime(2008) sur l’utilisation abusive des lois antiterroristes en Belgique. Le film a été diffusé en salles en Belgique et en France.
En 2009, il réalise Algérie, Images d’un combat, produit par Michel Khleifi. Dans ce documentaire, il dresse le portrait du cinéaste et militant français René Vautier et évoque l'engagement de ce dernier durant la guerre d'Algérie. Ce film a été sélectionné dans une cinquantaine de festivals et a reçu des prix au Festival Filmer à tout prix, au Festival du film méditerranéen de Lunel (aujourd'hui Festival Traversées) et aux Journées Cinématographiques d'Alger.
En 2010, il rejoint Les Productions du Verger, société au sein de laquelle il a produit de nombreux films.
Jérôme Laffont collabore également en 2010 avec la compagnie de théâtre Le Groupov de Jacques Delcuvellerie.
En 2012, il coréalise avec Daniel Petry un film de commande pour la télévision belge : André Renard, trois moments d'un parcours syndical. Ce documentaire sur André Renard s'interroge sur la politique fédérale belge née au lendemain de la grève générale de l'hiver 1960-1961. Le film est coproduit par le Gsara et la RTBF.
En 2017, il réalise Les Mains Libres sur l'artiste Frans Masereel. À travers un portrait libre du graveur et peintre belge, le film interroge les liens étroits qu'entretiennent l'art et l'engagement. Ce long-métrage documentaire produit par Les Productions du Verger, Michigan Films et Supermouche Productions, a été diffusé au cinéma Flagey  et à la CINEMATEK en juin 2017, ainsi qu'à la RTBF dans l'émission « Tout le Baz'art ». Le film a été fréquemment diffusé en Belgique en 2018, le plus souvent lors de séances suivies d'un débat avec le réalisateur.
En 2020, il réalise avec Joachim Thôme un documentaire sur le retable de L'Agneau mystique intitulé La Tentation du Réel : l'Agneau mystique des frères Van Eyck. Ce documentaire interroge le réalisme révolutionnaire de la peinture de Hubert et Jan van Eyck en confrontant des historiens de l'art à de grandes projections des détails de la peinture. Le film propose également une rencontre avec le peintre anglais David Hockney durant laquelle celui-ci évoque ses théories controversées sur le chef-d’œuvre des Van Eyck. Ce long-métrage documentaire a été diffusé sur Arte et sur la RTBF,et en janvier 2021, ainsi qu'au musée du Louvre dans le cadre des Journées Internationales du Film sur l'Art (JIFA). Une interview de Jérôme Laffont et Joachim Thôme a également été diffusée dans l'émission « Tout le Baz'art » en mai 2020. 
Depuis 2015, Jérôme Laffont fait partie du comité belge de la Société civile des auteurs multimédia (SCAM).

## Filmographie
- 2005 : Au cœur du chaud, des vestiges et des hommes (film de fin d'études)
- 2008 : Résister n’est pas un crime (coréalisation avec Marie-France Collard et Foued Bellali)
- 2009 : Algérie, Images d’un combat
- 2012 : André Renard, trois moments d'un parcours syndical
- 2017 : Les Mains Libres
- 2020 : La Tentation du Réel: L'Agneau Mystique des frères Van Eyck.